# Championnat des Bahamas de football 2013-2014
Navigation
Saison précédente Saison 2015-2016
La saison 2013-2014 du Championnat des Bahamas de football est la sixième édition de la BFA Senior League, le championnat de première division des Bahamas. Les douze formations engagées sont réunies au sein d'une poule unique où elles s'affrontent à deux reprises.
C'est le Lyford Cay FC qui remporte la compétition cette saison après avoir terminé en tête du classement final, devant United FC et le quintuple tenant du titre, Bears Football Club. C’est le tout premier titre de champion des Bahamas de l'histoire du club.
Cette édition du championnat revêt un intérêt supplémentaire puisque le champion se qualifie pour la CFU Club Championship, ce qui constitue la première participation d'un club des Bahamas à une compétition internationale.

## Les clubs participants
- Bears Football Club
- Lyford Cay FC
- United FC
- Cavalier FC
- Boca FC
- Super Stars FC
- Baha Juniors FC
- Dynamos FC
- College of the Bahamas FC
- BahaMar FC
- Lyford Cay FC (réserve)
- Future Stars

## Compétition
Le barème de points servant à établir le classement se décompose ainsi :
- Victoire : 3 points
- Match nul : 1 point
- Défaite : 0 point

### Classement
| Rang | Équipe                    | Pts   | J  | G  | N | P  | Bp | Bc | Diff |
| ---- | ------------------------- | ----- | -- | -- | - | -- | -- | -- | ---- |
| 1    | Lyford Cay FC             | 2.579 | 19 | 16 | 1 | 2  | 71 | 16 | +55  |
| 2    | United FC                 | 2.278 | 18 | 13 | 2 | 3  | 36 | 14 | +22  |
| 3    | Bears Football ClubT      | 2.211 | 19 | 13 | 3 | 3  | 58 | 36 | +22  |
| 4    | Future Stars              | 1.750 | 20 | 11 | 2 | 7  | 58 | 48 | +10  |
| 5    | Cavalier FC               | 1.353 | 17 | 7  | 2 | 8  | 31 | 43 | -12  |
| 6    | Boca FC                   | 1.278 | 18 | 7  | 2 | 9  | 39 | 49 | -10  |
| 7    | BahaMar FC                | 1.250 | 20 | 8  | 1 | 11 | 45 | 40 | +5   |
| 8    | Dynamos FC                | 1.235 | 17 | 7  | 0 | 10 | 41 | 56 | -15  |
| 9    | College of the Bahamas FC | 1.000 | 17 | 5  | 2 | 10 | 33 | 34 | -1   |
| 10   | Baha Juniors FC           | 0.833 | 18 | 5  | 0 | 13 | 36 | 50 | -14  |
| 11   | Lyford Cay FC (réserve)   | 0.211 | 19 | 1  | 1 | 17 | 16 | 78 | -62  |
| 12   | Super Stars FC exclu      |       |    |    |   |    |    |    |      |

|  | Qualification pour le CFU Club Championship 2015 |
|  | Exclusion du championnat                         |
|  | T : Tenant du titre                              |

- Super Stars FC est exclu du championnat pour indiscipline. Les formations sont classées par moyenne de points car elles n'ont pas toutes disputé le même nombre de rencontres.

## Bilan de la saison
| Championnat des Bahamas de football 2013-2014 |                           |
| Champion                                      | Lyford Cay FC (1er titre) |
| Qualifications continentales                  |                           |
| CFU Club Championship 2015                    | Lyford Cay FC             |
| Promotions et relégations                     |                           |
| Promus en BFA Senior League                   | Aucun                     |
| Relégués                                      | Aucun                     |